# Берта Крупп
Берта Крупп фон Болен унд Гальбах (нім. Bertha Krupp von Bohlen und Halbach; 29 березня 1886, Ессен — 21 вересня 1957, Ессен) — член сім'ї німецьких промисловців Круппів, власниця фірми Friedrich Krupp AG (1902—1943).

## Біографія
Берта була старшою дочкою німецького промисловця Фрідріха Круппа і його дружини Маргарити, уродженої баронеси фон Енде. В 1902 році, після смерті батька, Берта успадкувала майже всі акції фірми Круппів, однак до її повноліття фірмою керувала матір. Оскільки в ті часи управління жінкою фірми вважалось неприпустимим, у 1906 році імператор Вільгельм II познайомив Берту з прусським дипломатом Густавом фон Боленом унд Гальбахом. Густав і Берта одружилися в тому ж році. Згідно з імператорським указом вони поєднали прізвища, і відтепер власник фірми повинен був носити прізвище Крупп фон Болен унд Гальбах. Після шлюбу фірмою почав керувати Густав Крупп.
Берта Крупп зневажливо ставилась до нацистів. У 1934 році вона відмовилась прийняти в гостях «грубого вискочку» Адольфа Гітлера, коли той вперше відвідав Круппів, посилаючись на мігрень. Коли в 1935 році на віллі Гюґель, сімейному домі Круппів, вперше підняли нацистський прапор, Берта сказала слузі: «Спустись і поглянь, наскільки низько ми впали».
У 1941 році Густав Крупп переніс інсульт і став недієздатним, тому Берта присвятила весь свій час догляду за чоловіком, а управління фірмою взяв на себе старший син Альфрід.
Берта Крупп залишалась власником фірми Круппів до 12 листопада 1943 року, коли Гітлер видав «Указ фюрера про сімейний бізнес фірми Friedrich Krupp AG», згідно з яким фірма перейшла в одноосібну власність Альфріда, а решта дітей Берти і Зіта фон Медінгер, вдова загиблого в січні 1940 році третього сина Клауса, відмовлялись від спадку.
Після закінчення Другої світової війни Берта продовжувала доглядати за прикутим до ліжка чоловіком, а сімейними справами керував четвертий син Бертольд, оскільки Альфрід Крупп був засуджений на Нюрнберзькому процесі у справі Круппа до 12 років позбавлення волі (достроково звільнений у 1951 році).

## Нащадки

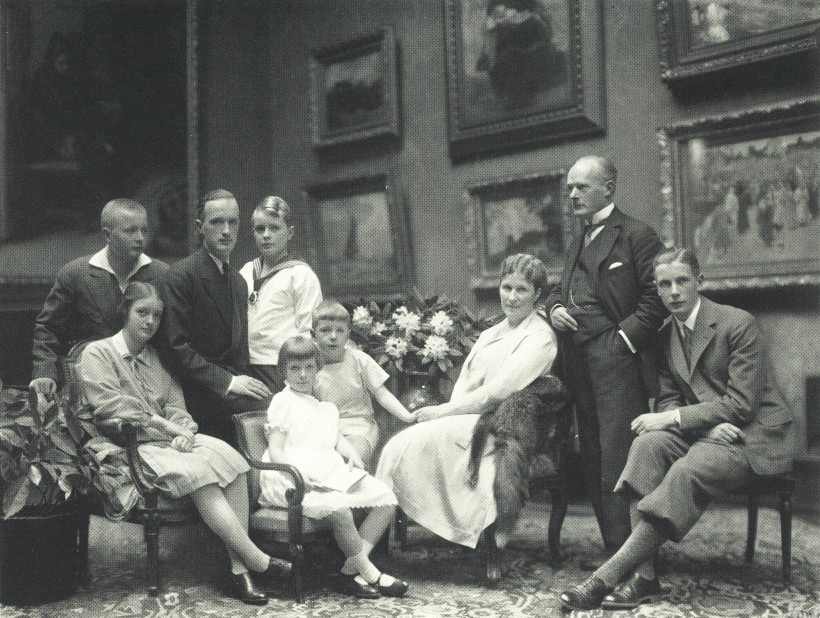
Берта Крупп з чоловіком та дітьми (1928). Сини: зліва направо — Бертольд, Альфрід, Гаральд, Екберт (сидить в центрі) і Клаус (крайній праворуч). Дочки: Ірмгард (ліворуч) і Вальдраут (у центрі)

Шлюб з Густавом дав обширне потомство: 8 дітей, 14 онуків, правнуки …
1. Альфрід Крупп фон Болен унд Гальбах (1907—1967)
  1. Арндт фон Болен унд Гальбах (1938—1986)
2. Арнольд фон Болен унд Гальбах (1908—1909)
3. Клаус фон Болен унд Гальбах (1910—1940), оберлейтенант люфтваффе
  1. Арнольд фон Болен унд Гальбах (нар. 1939)
4. Ірмгард фон Болен унд Гальбах (1912—1998) — її перший чоловік, штурмбаннфюрер СА барон Йоганн «Ганно» Райц фон Френц (1906—1941), загинув на території СРСР.
  1. Баронеса Адельгайд Райц фон Френц (нар. 1939)
  2. Барон Рутгер Райц фон Френц (нар. 1940)
  3. Барон Зігберт Райц фон Френц (нар. 1941)
  4. Гунгільд Айленштайн (нар. 1952)
  5. Гільдбург Айленштайн (нар. 1954)
  6. Дітлінд Айленштайн (нар. 1956)
5. Бертольд фон Болен унд Гальбах (1913—1987)
  1. Екберт фон Болен унд Гальбах (нар. 1956)
6. Гаральд фон Болен унд Гальбах (1916—1983)
  1. Фрідріх фон Болен унд Гальбах (нар. 1962)
  2. Георг фон Болен унд Гальбах (нар. 1963)
  3. Софі фон Болен унд Гальбах (нар. 1966)
7. Вальдраут фон Болен унд Гальбах (1920—2005)
  1. Діана Марія Томас (нар. 1944)
  2. Регіна Томас (нар. 1945)
8. Екберт фон Болен унд Гальбах (1922—1945, під Пармою), лейтенант вермахту, потрапив у засідку, влаштовану італійськими партизанами.

## Благодійність
У 1912 році Берта і Густав Круппи за власні кошти відкрили пологовий будинок у Ессені для співробітниць фірми Круппів, які з певних причин не могли отримати медичну допомогу в інших лікарнях. Поштовхом до відкриття будинку була смерть їхнього тримісячного сина Арнольда через халатність медсестри.
У середині 1950-х років Берта пожертвувала приходу Святого Франциска в Ессені земельну ділянку для будівництва церкви. Будівництво розпочали в 1956 році. Про пожертву нагадує напис на камені біля дзвіниці.

## Нагороди
- Хрест Оливкової гори — за пожертву 10 000 марок Єрусалимському госпісу.
- Почесна громадянка міста Ессен — позбавлена в 1946 році.

## Пам'ять
- Існує непідтверджена версія, що на честь Берти назвали важку гармату часів Першої світової війни, яку виготовляла фірма Круппів — «Велика Берта».
- На честь Берти назвали завод у Марктштедті, відритий у 1942 році (нім. Berthawerkes).
- Ім'я Берти носила лікарня для робітників фірми Круппів у Дуйсбурзі.
- У 1961 році в Ессені відкрили школу імені Берти Крупп (нім. Bertha-Krupp-Schule).
- У 2014 році в Ессені відкрили притулок для літніх осіб — Дім Берти Крупп (нім. Bertha-Krupp-Haus).

## Галерея

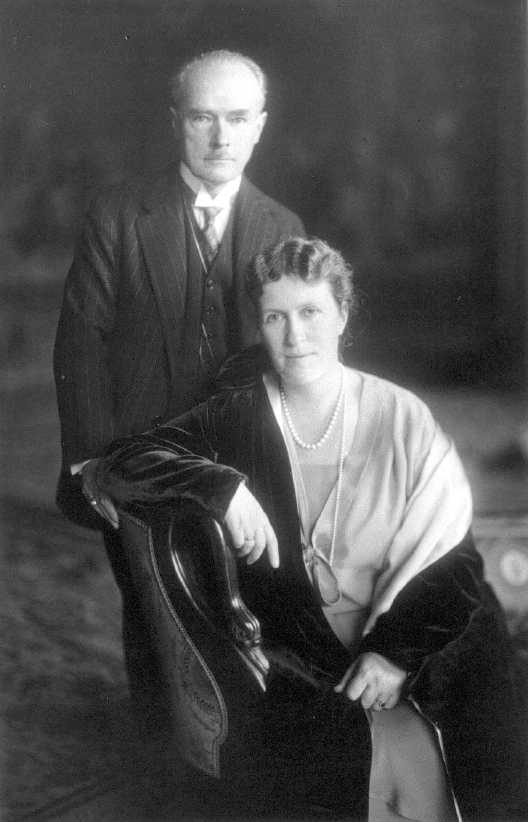
Берта і Густав Круппи (1927)